# Ross Laidlaw
Ross Laidlaw (* 12. Juli 1992 in Livingston) ist ein schottischer Fußballtorhüter, der bei Ross County unter Vertrag steht.

## Karriere
Ross Laidlaw begann seine Karriere in der Jugend bei den Raith Rovers aus Kirkcaldy. Ab der Spielzeit 2011/12 war er beim Zweitligisten zunächst hinter David McGurn und Ludovic Roy dritter Torhüter. Nachdem der Franzose Roy zu Partick Thistle gewechselt war, blieb Laidlaw Ersatztorhüter nach McGurn. Im Jahr 2014 gewann er mit dem Verein den Challenge Cup im Finale gegen die Glasgow Rangers. Im Januar 2015 wurde Laidlaw bis zum Saisonende an den schottischen Viertligisten Elgin City verliehen. Im Juli 2016 wechselte er zu Hibernian Edinburgh.

## Erfolge
mit den Raith Rovers:
- Scottish League Challenge Cup: 2014

mit Hibernian Edinburgh:
- Schottischer Zweitligameister: 2017